# Rebel Heart
Rebel Heart е тринадесетият студиен албум на американската поп певица Мадона, издаден на 6 март 2015. От него са издадени четири сингъла „Living for Love“, „Ghosttown“, „Bitch I'm Madonna“ (с участието на Ники Минаж) и „Hold Tight“.

## Списък на песните

### Оригинален траклист
1. „Living for Love“ – 3:38
2. „Devil Pray“ – 4:05
3. „Ghosttown“ – 4:08
4. „Unapologetic Bitch“ – 3:50
5. „Illuminati“ – 3:43
6. „Bitch I'm Madonna“ (с Ники Минаж) – 3:47
7. „Hold Tight“ – 3:37
8. „Joan of Arc“ – 4:01
9. „Iconic“ (с Chance the Rapper и Майк Тайсън) – 4:33
10. „HeartBreakCity“ – 3:33
11. „Body Shop“ – 3:39
12. „Holy Water“ – 4:09
13. „Inside Out“ – 4:23
14. „Wash All Over Me“ – 4:00

### Media Markt стандартно издание
1. „Auto-Tune Baby“ – 4:00

### Делукс издание
1. „Best Night“ – 3:33
2. „Veni Vidi Vici“ (с Nas) – 4:39
3. „S.E.X.“ – 4:11
4. „Messiah“ – 3:22
5. „Rebel Heart“ – 3:21

### Японско делукс издание
1. „Living for Love“ (Dirty Pop Remix) – 4:59

### Media Markt делукс издание
1. „Auto-Tune Baby“ – 4:00

### Fnac делукс издание (диск 2)
1. „Living for Love“ (Thrill Remix) – 5:11
2. „Living for Love“ (Offer Nissim Dub Mix) – 7:12

### Супер делукс издание (диск 2)/Дигитално EP
1. „Beautiful Scars“ – 4:19
2. „Borrowed Time“ – 3:24
3. „Addicted“ – 3:33
4. „Graffiti Heart“ – 3:39
5. „Living for Love“ (Paulo & Jackinsky Full Vocal Mix) – 7:14
6. „Living for Love“ (Funk Generation & H3drush Dub) – 6:07

### Японско tour издание (DVD)
1. „Living for Love“ – 4:08
2. „Ghosttown“ – 5:30
3. „Bitch I'm Madonna“ (с Ники Минаж) – 4:05
4. „Bitch I'm Madonna“ (с Ники Минаж (Sander Kleinenberg Remix)) – 3:25